# Putrescina carbammiltransferasi
La putrescina carbammiltransferasi è un enzima appartenente alla classe delle transferasi, che catalizza la seguente reazione:
carbammilfosfato + putrescina ⇄ fosfato + N-carbammilputrescina
L'enzima contenuto nelle piante catalizza anche la reazione tipica della ornitina carbammiltransferasi (numero EC 2.1.3.3), della carbammato chinasi (numero EC 2.7.2.2) e della agmatina deiminasi (numero EC 3.5.3.12), che dunque agisce come putrescina sintasi, convertendo rispettivamente l'agmatina e l'ornitina in putrescina e citrullina.